# Літературне Тернопілля

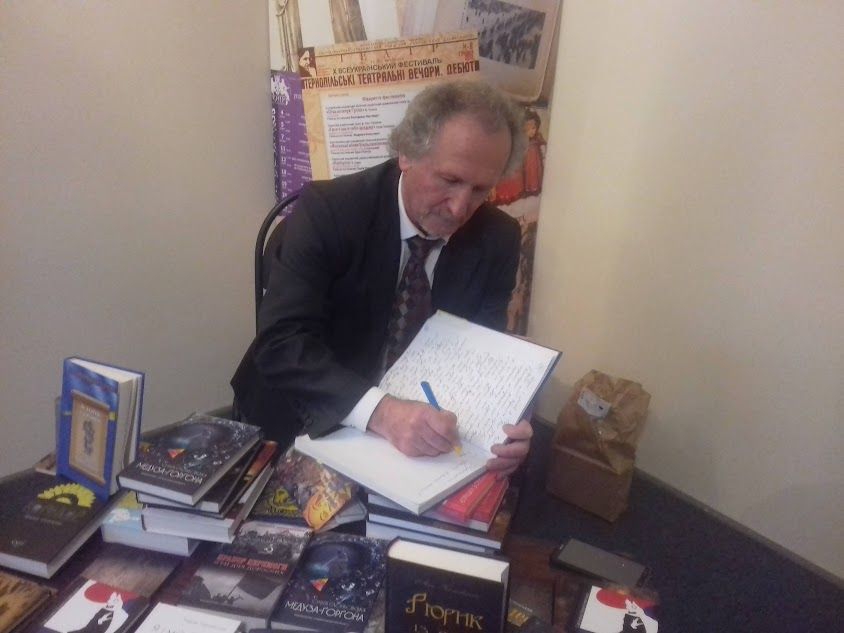
Зустріч з Володимиром Шовкошитним 4 лютого 2020 року

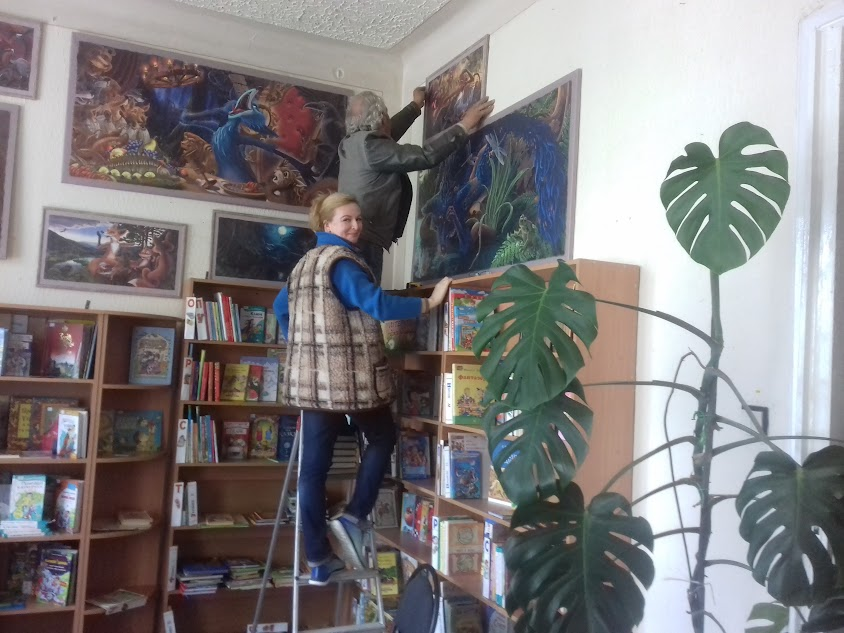
Готується експозиція творів Олега Кіналя

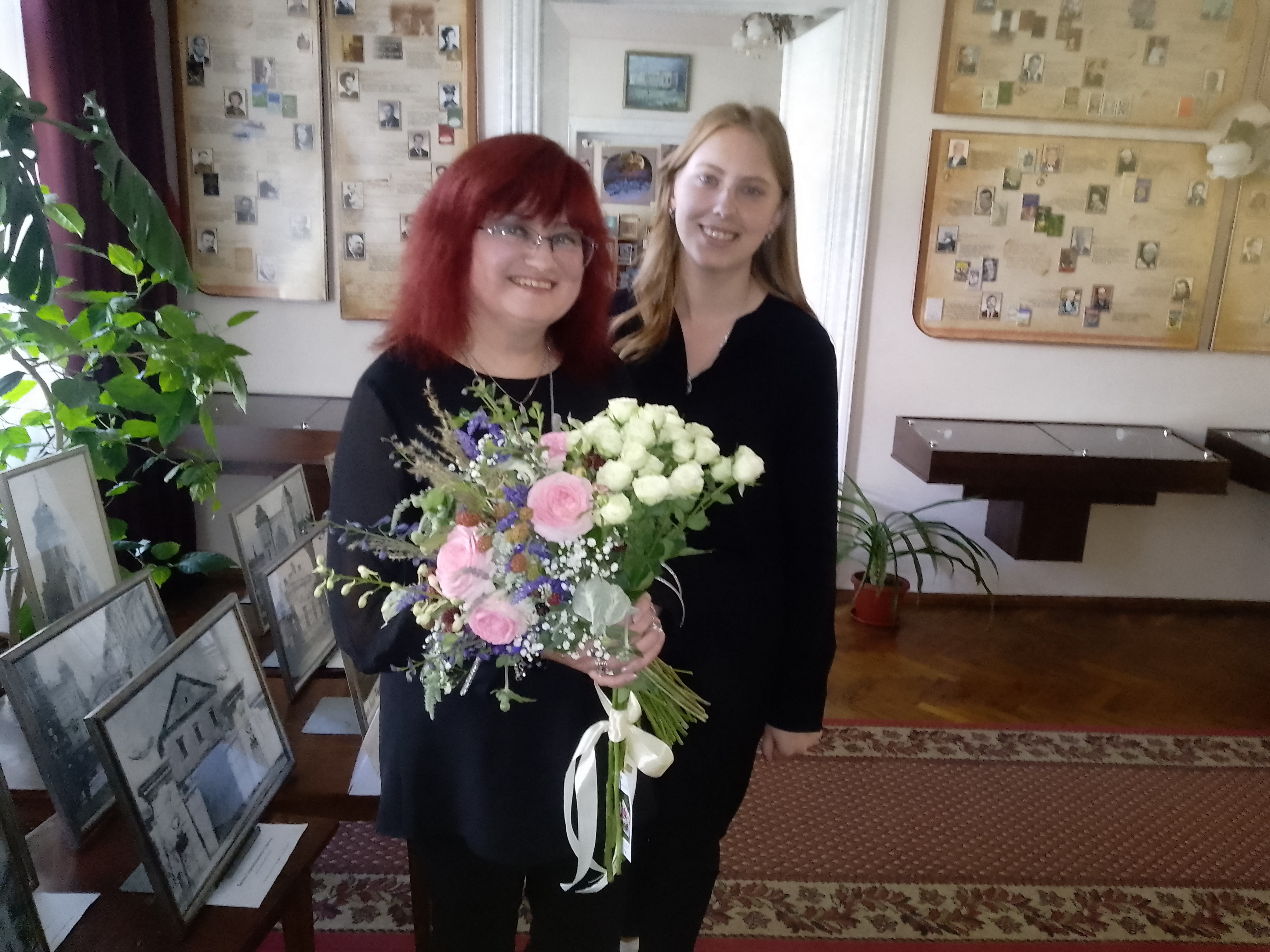
Зустріч з Оленою Лайко

Літературне Тернопілля — бібліотека-музей у Тернополі.

## Історія

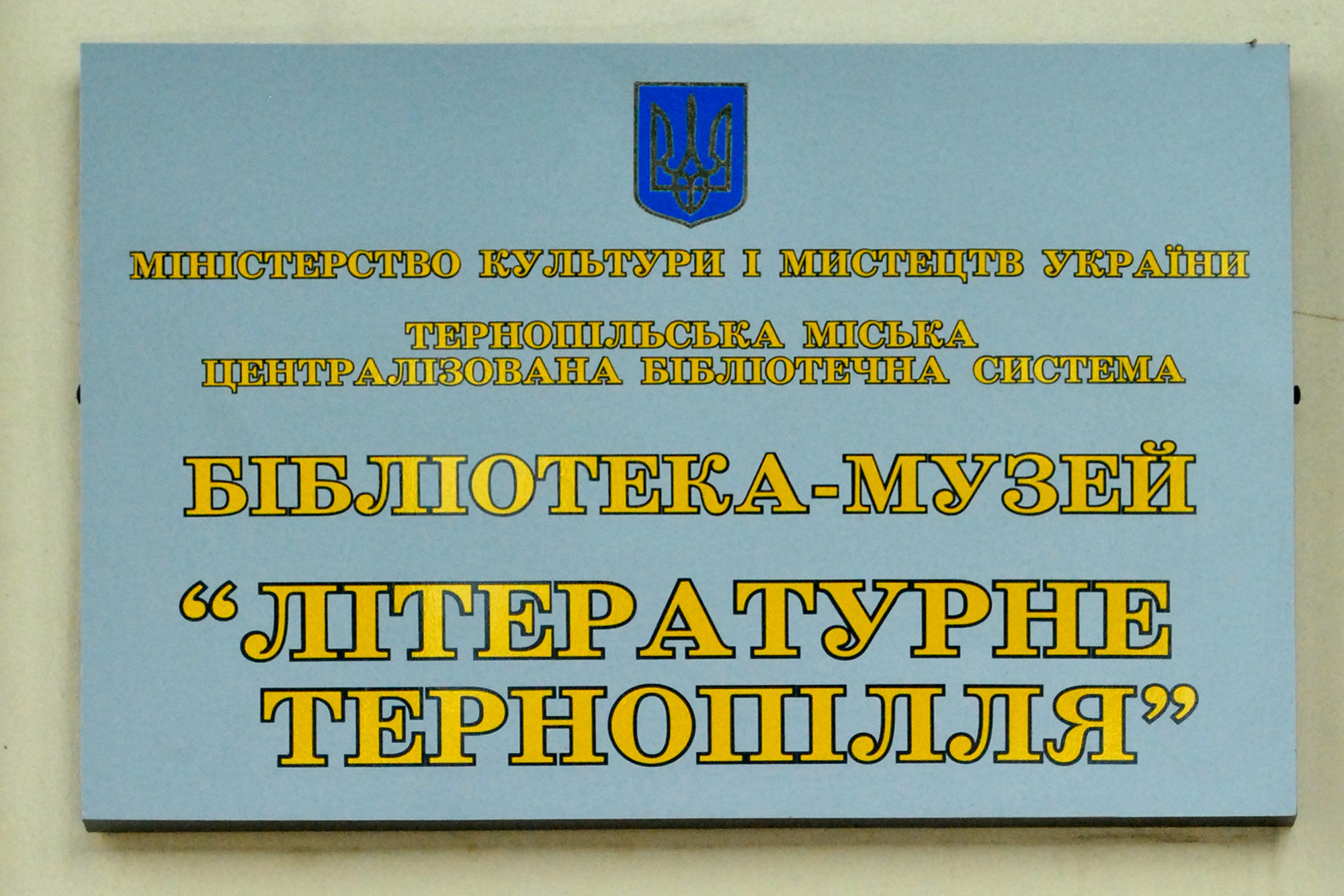

Відкриття музею відбулося 6 грудня 2012 року при бібліотеці № 2 для дітей Тернопільської міської централізованої бібліотечної системи, яка знаходиться у «Віллі Грабовських», пам'ятці архітектури XIX ст. Автор ідеї та куратор втілення проекту — начальник управління культури та мистецтв Тернопільської міської ради Олександр Смик. Експозиція музею розповідає про розвиток літературного процесу краю від найдавніших часів до сьогодення.

## Експозиція
Основою фондів музею стали книги, документи, особисті речі, світлини та картини з приватних колекцій та архівів Олександра Смика, Євгена Безкоровайного, Бориса Демківа, Богдана Бастюка, Ганни Костів-Гуски, Ярослава Гевка, Петра Сороки, Богдана Мельничука, Ігоря Олещука, Левка Крупи, Василя Ярмуша, Петра Тимочка, Олекси та Валентина Корнієнків та багатьох інших письменників та літературознавців краю.

## Діяльність
Музей зберігає літературне надбання краю, гуртує громаду міста для відродження традицій красного письменства Галичини. Бібліотека-музей тісно співпрацює з Тернопільською обласною організацією НСПУ, Державним архівом Тернопільської області, обласним краєзнавчим музеєм, ГО "Тернопільська кінокомісія", товариствами «Просвіта», «Меморіал», Б. Лепкого, газетами «Тернопіль вечірній», «Свобода», «Вільне життя», освітніми закладами та іншими організаціями.
У музеї постійно проводяться:
- екскурсії;
- виставки;
- уроки літератури рідного краю;
- презентації книжкових видань;
- майстер-класи;
- покази фільмів[2];
- фестивалі, конкурси;
- кастинги[1];
- вечори за участю письменників, художників, краєзнавців та майстрів мистецтв.

## Галерея

### Відкриття

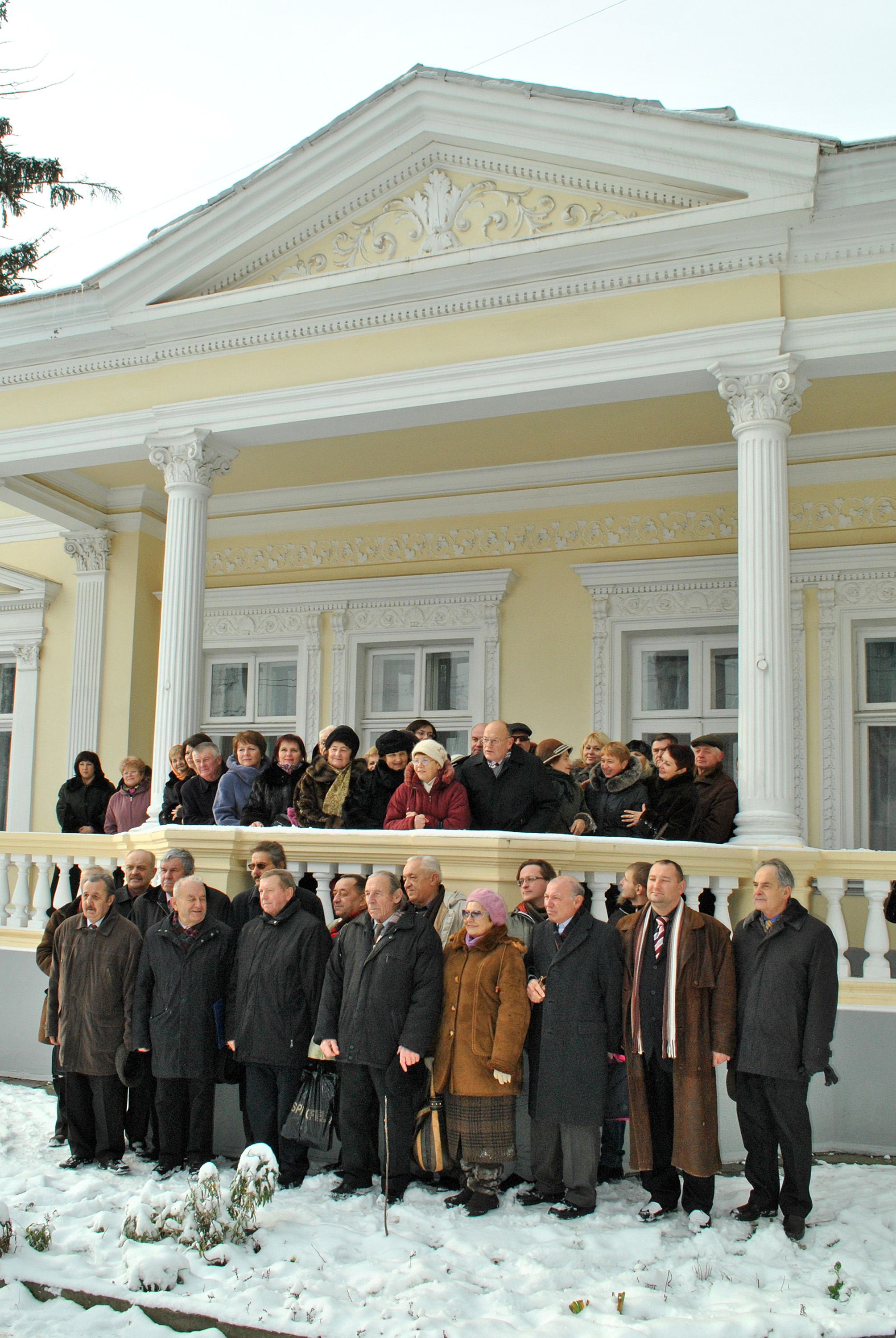
Письменники міста й області на відкритті бібліотеки-музею
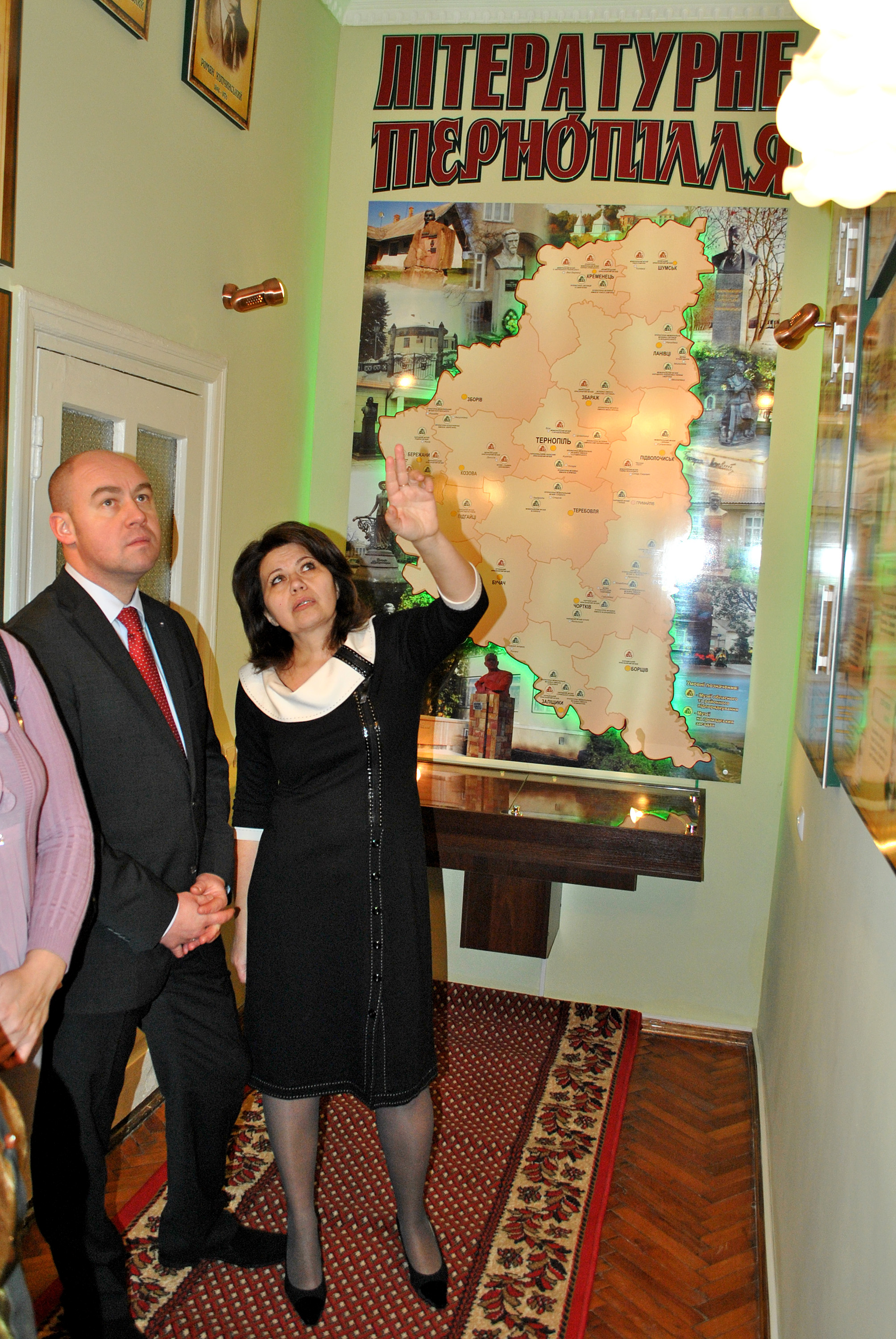
Міський голова Тернополя Сергій Надал і завідувачка бібліотеки-музею Галина Компанієць під час відкриття
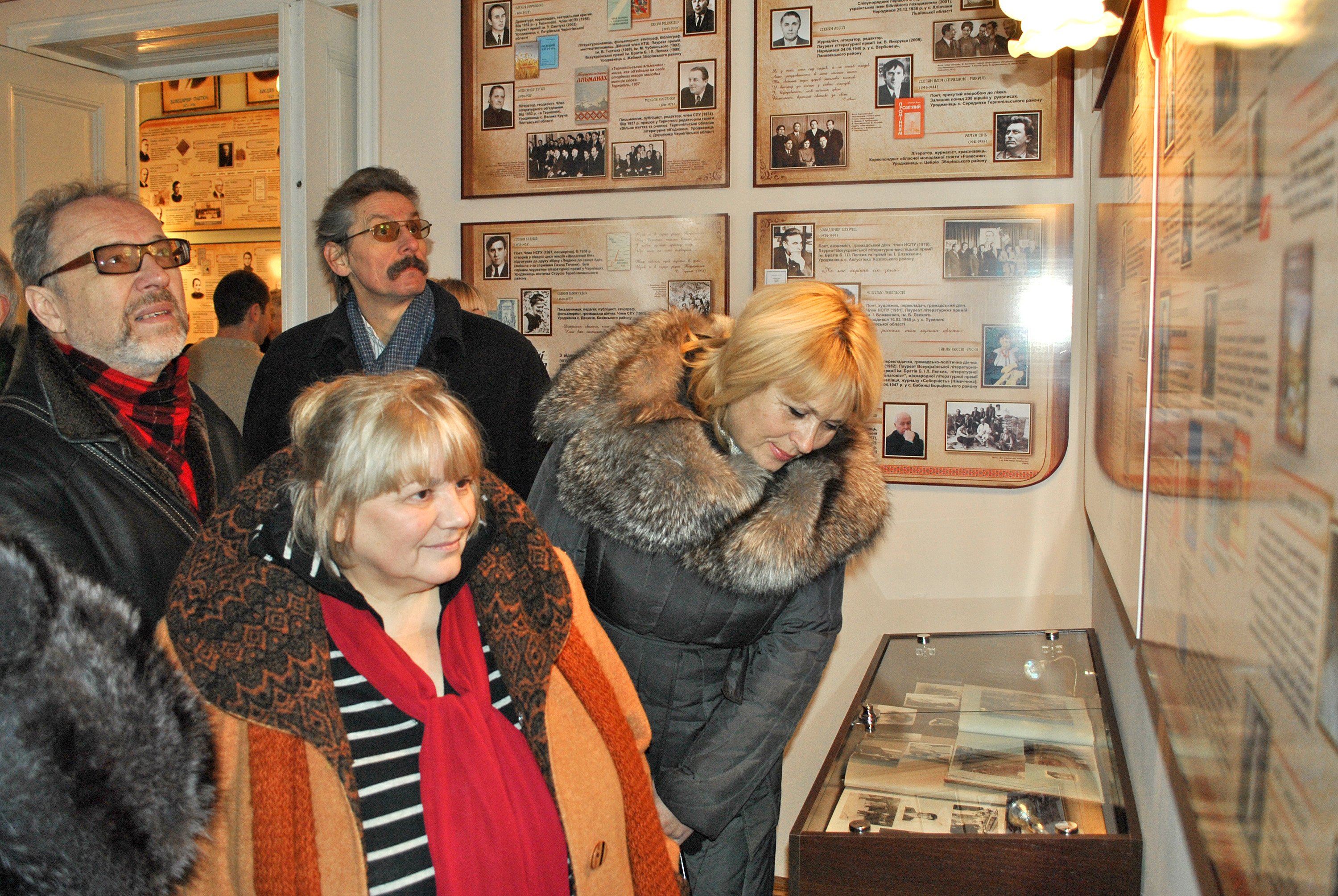
Письменники Тернопілля оглядають експозиції музею в день відкриття

## Джерело
- Сайт бібліотеки-музею [Архівовано 11 березня 2014 у Wayback Machine.]